# Helena Willman-Grabowska
Helena Willman-Grabowska (* 4. Januar 1870 in Warschau, Russisches Kaiserreich; † 31. Oktober 1957 in Krakau) war eine polnische Indologin und Iranistin. Sie war Dozentin an der Pariser Sorbonne und die erste Professorin in der Geschichte der Jagiellonen-Universität in Krakau.

## Familie

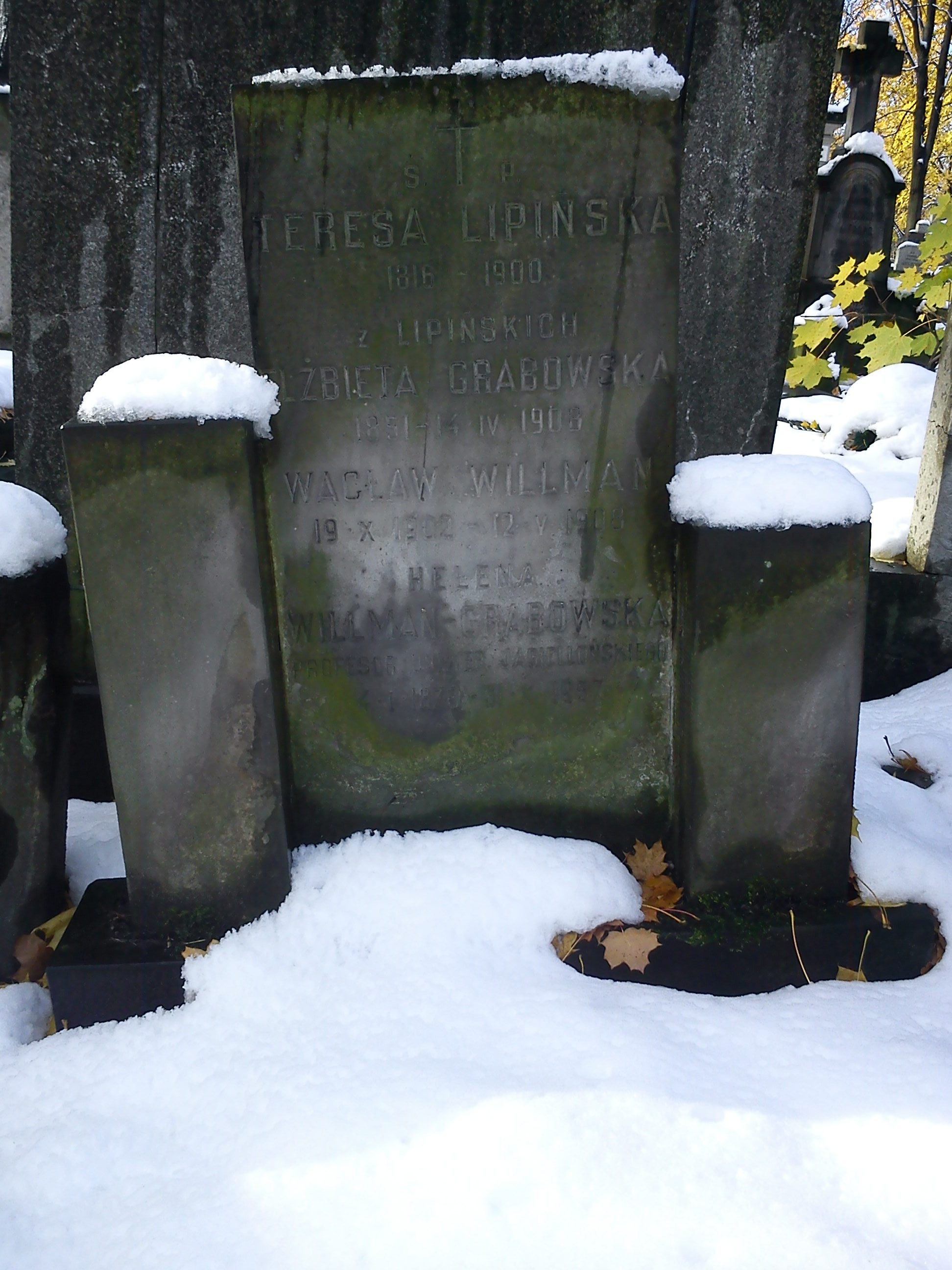
Grab auf dem Powązki-Friedhof in Warschau

Grabowska war die Tochter von Józef Wojciech Grabowski und seiner dritten Ehefrau Elżbieta, geborene Lipińska. Ihre Mutter sorgte für sechs eigene und acht Stiefkinder. Grabowska heiratete im Juli 1900 den Buchhalter Czesław Aleks Willman (1869–1922). Das Paar bekam zwei Kinder. Der Sohn Wacław starb jung (1902–1908) und die Tochter Elżbieta (1905–1985) unterrichtete später Französisch am Institut für Romanische Philologie der Jagiellonen-Universität.
Willman-Grabowska wurde 1957 im Grab ihrer Mutter, Großmutter und ihres Sohnes auf dem Powązki-Friedhof (Cmentarz Powązkowski) in Warschau beigesetzt. (kwatera K, rząd 3, grób 22)

## Wirken

### Warschau
Grabowska beendete ihre Schulzeit am ersten Warschauer Mädchengymnasium mit Auszeichnung. Im russisch regierten Polen unterrichtete sie Polnisch und hielt im Geheimen Vorlesungen über polnische Literatur und Geschichte, alte Sprachen und Mathematik. Staatliche Abschlüsse wurden ihr verweigert. Grabowska gab dann Sprachunterricht an Mittel- und anderen Schulen.
Mit Ludwik Krzywicki und Julian Marchlewski organisierte Willman-Grabowska den Schulstreik im Jahr 1905. Sie gab ihre Arbeit an der Mittelschule auf und arbeitete wieder im Geheimen. Einige ihrer Unterrichtsmethoden an weiterführenden Schulen wurden nach 1918 im polnischen Bildungssystem umgesetzt. Danach unterrichtete sie wieder öffentlich an einem neugegründeten Realgymnasium und an der Handelsschule. Neben ihrer Arbeit wurde sie Mitbegründerin des polnischen Lehrerverbands Polski Związek Nauczycielski (PZN) und war in der pädagogischen Gesellschaft Towarzystwo Pedagogiczne tätig.

### Bern, Lausanne und Paris
Willman-Grabowska verließ 1909 ihre Heimatstadt und studierte deutsche und französische Literatur an der Universität Bern, danach französische Literatur und Sanskrit an der Universität Lausanne. In dieser Zeit verfasste sie zwei Dissertationen, Le romantisme comme decadence litteraire und Mérimée et la literature russe, die allerdings nicht im Druck erschienen. Ihr Studium setzte sie 1911 in Paris an der École pratique des hautes études (EPHE) und am Collège de France fort. Antoine Meillet, Sylvain Lèvi, Alfred Foucher und Louis Finot waren ihre akademischen Lehrer. Willman-Grabowska widmete sich in ihrer wissenschaftlichen Arbeit der Erforschung des Sanskrit. Während des Ersten Weltkrieges unterrichtete sie kostenfrei Polen im Exil, sowohl Kinder wie auch Erwachsene.
In den Jahren 1920–1927 lehrte Willman-Grabowska an der EPHE Sanskrit und Pali. In dieser Zeit entwickelte sie auch akademische Lehrbücher zum Erlernen der polnischen Sprache für Franzosen und Französisch für Polen. Das französische Bildungsministerium entsandte Willman-Grabowska 1922 und 1923 in die junge Zweite Polnische Republik, um Kontakte zwischen den Universitäten beider Länder herzustellen. Trotz wiederholter Vorschläge nahm sie aber die französische Staatsbürgerschaft nicht an, die ihr die Übernahme eines Lehrstuhls an der Sorbonne ermöglicht hätte. Im Jahr 1928 wurde sie an der Sorbonne promoviert. Sie verfasste zwei Dissertationen über den Rigveda und das Shatapatha-Brahmana.

### Krakau
Im Oktober 1927 übernahm Willman-Grabowska die Leitung des Sanskrit-Seminars an der Jagiellonen-Universität in Krakau. Als sie am 19. November 1928 ihre Berufung auf den Lehrstuhl für Sanskrit und indische Philologie erhielt, war sie die erste Professorin in der Geschichte der Krakauer Universität. Eine zweite Berufung vor dem Zweiten Weltkrieg erhielt die Botanikerin Jadwiga Wołoszyńska. Ihre Forschungsschwerpunkte waren die Linguistik, Literatur und Kultur Indiens und der Iranischen Völker.
Willman-Grabowska war Mitglied der wissenschaftlichen Gesellschaft Polska Akademia Umiejętności (PAU) und hatte dort den Vorsitz der Kommission für Orientalistik inne. Sie war Ehrenmitglied der von Émile Senart gegründeten L’Association française des amis de l’Orient, ferner gehörte sie der Société asiatique und der Société de linguistique de Paris an.

## Werke und Schriften (Auswahl)
- Mit Antoine Meillet: Grammaire de la langue polonaise. Champion, Paris 1921.
- Méthode de polonais. Grammaire et exercices. Garnier, Paris 1922..1929.
- Méthode de français à l'usage des Polonais. Grammaire, exercices et lectures. = Metoda jȩzyka francus-kiego dla polaków. Garnier, Paris 1926.
- Le locatif dans le Rig-veda. Dissertation, Warschau 1928.
- Les Composés nominaux dans le Śatapathabrāhmaṇa. Dissertation, Krakau 1928.
- Beiträge: Asiatic mythology. A detailed description and explanation of the mythologies of all the great nations of Asia. Crowell, New York 1932; London 1932..1939.
- Mit Paul Masson-Oursel und Philippe Stern: L'Inde antique et la civilisation indienne. In: L’Évolution de l’humanité. Paris 1933; Michel, Paris 1951..2012.
  - (engl. Ausgabe): Ancient india and indian civilization. London 1934; Routledge, London & New York 1996..2013.

Übersetzungen
- Mit Wiktor Jakubowski: Wędrówka za trzy morza von Afanassi Nikitin. Wrocław 1952.
- Dwadzieścia pięć opowieści wampira von Vetālapañcaviṃśati. Wrocław 1955.